# エレキの若大将
『エレキの若大将』（エレキのわかだいしょう、英題：Campus A-Go-Go）は、加山雄三主演の日本映画。若大将シリーズの第6弾。製作・配給は東宝。カラー、東宝スコープ。
併映は『怪獣大戦争』。（主演：宝田明、田崎潤、水野久美、土屋嘉男）。
若大将シリーズを代表する作品のひとつで、加山の代表曲である『君といつまでも』『夜空の星』が挿入歌として歌われている。

## 概要
1965年、来日公演を行ったザ・ベンチャーズや、既に世界的な人気となっていたビートルズといったロックバンドの影響で、日本は時あたかも空前のエレキギターブームの最中だった頃に製作された作品。ブームの立役者の一人、寺内タケシも、全くの素人が若大将にエレキを教わるというシャレの設定でゲスト出演している。
今回のスポーツはアメリカンフットボール（劇中では「アメラグ（アメリカンラグビー）」と称していた）。若大将・田沼雄一（加山雄三）はアメラグ部の次期キャプテンに任命され、自宅のすき焼き店「田能久」で就任祝いの宴会を開く。しかし宴会の帰りに青大将・石山新次郎（田中邦衛）は飲酒運転で交通事故を起こし、同乗していた田沼がその罪をかぶる。その事故の被害者が楽器店に勤める星山澄子（星由里子）だった。
若大将と青大将がお詫びの挨拶に澄子の勤めるリード楽器店を訪ねると、勝ち抜きエレキ合戦に出場するバンド「アイビーシスターズ」に会う。10週連続で勝ち抜くことができれば賞金10万円と聞いて、2人は賞金を澄子への賠償金に充てるべく出場を決意する。若大将と青大将はアメフト部のメンバーと「ヤングビーツ」を結成、これに若大将の友人でそば屋の隆（寺内タケシ）が加わったことで10週連続で勝ち抜きエレキ合戦に優勝する。しかしエレキ合戦の決勝戦相手は田沼家が融資を依頼していた銀行家の息子（ジェリー藤尾）が率いる「シャークス」であり、「ヤングビーツ」が勝てないように石山に裏工作を依頼するも、失敗したことに憤るその息子が吹っ掛けて来た乱闘騒ぎが災いしてバンドメンバーは停学処分、若大将は勘当を言い渡される。隆は審査員だったプロモーターの石原和子に認められ、雄一とともに日光へ演奏旅行に行く。澄子は交通事故の真相を聞き、誤解を謝るために日光へ向う。石山のせいで澄子は怒って帰京。「田能久」破産の電報。家族の住むマンションで父と喧嘩するが、雄一は隆の協力を得てバンドを再編成して再建の資金を稼ぐ。若大将が結婚すると誤解して日光へ行った澄子を迎えに行く。アメラグの試合にヘリで飛んできて間に合い、残り8秒で京南大の逆転勝利。「田能久」での再建と優勝祝賀パーティで「君といつまでも」が歌われる。

## ロケ地
- 日本大学文理学部
- 中禅寺湖
- 日光レークサイドホテル
- 戦場ヶ原
- 赤坂見附

## 配役
- 田沼雄一：加山雄三
- 星山澄子：星由里子
- 石山新次郎：田中邦衛
- 江口：江原達怡
- 田沼久太郎：有島一郎
- 田沼りき：飯田蝶子
- 田沼照子：中真千子
- 隆：寺内タケシ
- 松原路子：北あけみ
- 赤田エイサク：ジェリー藤尾
- 井沢：黒沢年男
- 仁科：二瓶正也
- 安原：勝部義夫
- 足立：井上紀明
- 規子：松本めぐみ
- 松原路子の父：上原謙
- 石原和子：久慈あさみ
- 番組司会者：内田裕也
- 六さん：伊原徳
- 赤田の取り巻き：大前亘、佐竹弘行、小松英三郎
- ホテルのフロント：渋谷英男
- 岩本弘司

## スタッフ
- 監督：岩内克己
- 製作：藤本真澄
- 脚本：田波靖男
- 音楽：広瀬健次郎
- 撮影：西垣六郎
- 美術：竹中和雄
- 録音：吉沢昭一
- 照明：平野清久
- 編集：黒岩義民
- 監督助手：西村潔
- 製作担当者：島田武治
- 整音：下永尚
- スチール：石月美徳
- 合成：土井三郎

## 使用曲
- 『君といつまでも』作詞：岩谷時子／作曲：弾厚作　－ 歌うシーンのロケは戦場ヶ原で行われた。

※戦場ヶ原で雄一と澄子が「君といつまでも」をデュエットするシーンで、雄一は仏帳面でセリフも早口で喋ってしまうが、後日加山は「設定（雄一が澄子のためを思って作った曲を、初めて聴いたはずの澄子が一緒に歌い出す）が、おかしいためわざと演じた」と語っている。
※レコード化された際に一部の歌詞が省略されているほか、メロディーの一部や編曲が異なる。
- 『夜空の星』作詞：岩谷時子／作曲：弾厚作 ※エレキ合戦のシーンと日光でのシーンに使用された。
- 『ブラック・サンド・ビーチ』（インストルメンタル）作曲：弾厚作 ※エレキ合戦のシーンに使用された。
- 『ランニング・ドンキー』（インストルメンタル版）作曲：弾厚作 ※アメラグ部の特訓&試合のシーンに使用された。
- 『日光和楽踊り』民謡 ※日光のシーンで若大将&ブルージーンズが演奏した。
- 『ウイリアムテル序曲』（エレキ・アレンジ） ※『夜空の星』とのコラボで、オープニング&試合のシーンに使用された。
- 『金髪のジェニー』（エレキ・アレンジ） ※アイビーシスターズが、エレキ合戦で演奏した。
- 『ドナウ川のさざ波』（エレキ・アレンジ） ※若大将&ブルージーンズが演奏した。

## その他雑記
- 田沼雄一（加山雄三）と石山新次郎（田中邦衛）が「リード楽器店」で出会い、同じ「エレキ合戦」に出場したバンド「アイビーシスターズ」のメンバーの一人（ドラムス担当）は、後に加山雄三夫人となった松本めぐみである。
- この作品の楽器提供はテスコが行っていたが、オープニングのタイトル部分と、中盤からの日光での演奏シーンからは、同作品の撮影に間に合わせる為に製作されたというヤマハBLUE JEANS CUSTOM プロトタイプを使用している。またこの他にも、撮影に入る前に来日し、「夜のヒットスタジオ」（フジテレビ）で共演したザ・ベンチャーズのノーキー・エドワーズからプレゼントされたモズライト・ベンチャーズモデル（1964年製）を使用している。このギターは現在静岡県にある「加山雄三ミュージアム」で展示保存されている。
- 2010年12月31日、テレビ東京の『大みそかシネマスペシャル』（15時00分 - 17時00分）に「加山雄三デビュー50周年記念」と銘打ち、本作が放映、加山が解説役で出演した。
- 2018年に本作に出演した星由里子が死去した時、追悼企画として日本映画専門チャンネルで放送され同年7月にも再放送された。
- この作で、300万枚を超すミリオン・セラーとなった「君といつまでも」が登場する。
- シンガーソングライターの村下孝蔵はこの映画を観てギターを始めた。